# El vent s'aixeca
El vent s'aixeca (風立ちぬ, Kaze Tachinu), és una pel·lícula japonesa d'animació i de drama històric escrita i dirigida per Hayao Miyazaki. És una producció de l'Studio Ghibli estrenada el 20 de juliol del 2013. El film adapta el manga homònim de Miyazaki, basat en la novel·la Kaze Tachinu (1937) de Tatsuo Hori i en la vida de l'enginyer d'avions de caça Jiro Horikoshi.
El vent s'aixeca fou la pel·lícula més taquillera del 2013 al Japó i va ser nominada a l'Oscar a la millor pel·lícula d'animació, al Globus d'Or a la millor pel·lícula de parla no anglesa i al Premi de l'Acadèmia Japonesa a la millor pel·lícula d'animació.
El 2015 es va estrenar en versió original subtitulada en català. El 6 de juliol de 2024 es va estrenar doblada en català per internet pel canal SX3 i el 27 de juliol del mateix any pel canal lineal.

## Argument
El 1918, el jove Jiro Horikoshi somia volar i dissenyar avions, inspirat pel famós dissenyador aeronàutic italià Giovanni Battista Caproni. Curt de vista des de petit i, per això, incapaç de volar, en Jiro s'uneix a la divisió aeronàutica d'una companyia d'enginyeria, on es convertirà en un dels dissenyadors aeronàutics més prestigiosos.

## Doblatge
El vent s'aixeca es va doblar a Cyo Studios i va ser dirigit per Àlex de Porrata. Va traduir la pel·lícula Martí Mas i la va ajustar Joan Sanz.
| Personatge                | Japonès                                 | Català           |
| ------------------------- | --------------------------------------- | ---------------- |
| Jirō Horikoshi            | Hideaki Anno                            | Àlex de Porrata  |
| Naoko Satomi              | Miori Takimoto                          | Glòria Cano      |
| Kirō Honjô                | Hidetoshi Nishijima                     | Claudi Domingo   |
| Kurokawa                  | Masahiko Nishimura                      | Albert Mieza     |
| Giovanni Battista Caproni | Mansai Nomura                           | Jordi Salas      |
| Sr. Castorp               | Steve Alpert                            | Toni Astigarraga |
| Sr. Satomi                | Morio Kazama                            | Iván Cánovas     |
| Kayo Horikoshi            | Maki Shinta (petita) Mirai Shida (gran) | Anna Maria Camps |
| Jirō Horikoshi (nen)      | Kaito Kaburagi                          | Elena Rubio      |
| Sra. Kurokawa             | Shinobu Otake                           | Imma Ortiz       |
| Kino                      | Haruka Shibuya                          | Maria Romeu      |
| Mare d'en Jirō            | Keiko Takeshita                         | Imma Ortiz       |
| Enginyer Alemany d'avions | Iván Murray                             | Iván Murray      |
| Kubo                      |                                         | Eric Suñén       |
| Sone                      |                                         | Xavier Castañer  |
| Sr. Hirayama              |                                         | Albert Castaño   |
| Sr. Katayama              |                                         | Iván Murray      |